# Terence Todman
Terence Alphonso Todman (Saint Thomas, Islas Vírgenes Estadounidenses, 13 de marzo de 1926- 13 de agosto de 2014) fue un diplomático estadounidense que fue embajador de los Estados Unidos en Chad, Guinea, Costa Rica, España, Dinamarca y Argentina.
Todman era miembro de Alpha Phi Alpha, la primera fraternidad de letras griegas establecida para afroamericanos. Se graduó en la Universidad de Siracusa y peleó en la Segunda Guerra Mundial. Tenía cuatro hijos.
En 1987 apareció públicamente como consultor de empresas y director de la Academy of Diplomacy del Exxel Group, un fondo de inversión dirigido por Juan Navarro y que adquirió la mayoría de las empresas vinculadas a Alfredo Yabrán.